# Diaparsis stramineipes
Diaparsis stramineipes är en stekelart som först beskrevs av Carl Gustav Alexander Brischke 1880.  Diaparsis stramineipes ingår i släktet Diaparsis och familjen brokparasitsteklar. Arten är reproducerande i Sverige. Inga underarter finns listade i Catalogue of Life.